# MPO International
MPO International é uma empresa francesa com sede em Averton e uma das maiores replicadores de dispositivos de armazenamento ópticos como discos de vinil, CDs, DVDs e discos blu-ray da Europa. A empresa, com presenças na Ásia, atua também na área da embalagem (produção e criação) e logística destes produtos, além de fornecer serviços digitais. Segundo dados da empresa, MPO emprega mais de 1.300 pessoas mundialmente e obteve em 2008 um faturamento de 150 milhões de euros.
Em 2006 uma subsidiária da MPO na Tailândia produziu ilegalmente cerca de 20.000 cópias de Microsoft Exchange e SQL Server. Microsoft revelou que a produção se baseiou numa documentação e licença falsificada por partidos terceiros e as duas empresas fecharam um acordo milionário de reparação de danos.
A empresa é membro da Federação Internacional da Indústria Fonográfica (IFPI).